# Wilhelminabrug (Maastricht)
De Wilhelminabrug (Maastrichts: Willeminabrögk of Nuij Brögk) is een brug over de rivier de Maas in de Nederlandse stad Maastricht. De Wilhelminabrug is, na de Sint Servaasbrug, de tweede brug voor wegverkeer in deze stad, en na de spoorbrug, de derde oeververbinding over de Maas. Ze werd gebouwd in de jaren 1930-32 naar een ontwerp van toenmalig rijksbouwmeester Gustav Cornelis Bremer, maar is na de verwoesting in de Tweede Wereldoorlog vrijwel geheel vernieuwd in een minder decoratieve stijl.

## Geschiedenis

### Plannen
Begin jaren twintig werd het duidelijk dat de Sint Servaasbrug de alsmaar toenemende verkeersdrukte niet langer aankon. Als de tot dan toe enige verkeersbrug vormde ze een gigantisch knelpunt in de zich uitbreidende stad. Tevens was deze toen al 600 jaar oude brug dringend aan restauratie toe. Gezien het gebrek aan alternatieve oeververbindingen zou de eventuele sloop en nieuwbouw de situatie de daarop volgende jaren alleen maar verergeren. Bovendien stuitte de voorgenomen sloop op grote weerstand van de bevolking. In 1928 werd uiteindelijk besloten tot het behoud van de Sint Servaasbrug en de bouw van een nieuwe brug; de Wilhelminabrug. Als plaats voor de nieuwe brug werd gekozen voor een tracé ongeveer 300 meter ten noorden van de Sint Servaasbrug, tussen de Markt en de Wilhelminasingel. Vooral aan de westzijde had deze keuze grote consequenties. Om de opening naar de Markt te kunnen maken, moesten drie huizenblokken tussen Markt en Maas worden gesloopt. De Drieëmmerstraat en Kwadevliegenstraat waren daarmee geschiedenis, net als het tot dan toe intieme, gesloten karakter van de Markt. Na de oplevering van de nieuwe brug zou de oude brug gerestaureerd worden, waarna beide bruggen aan de Wycker kant verbonden werden door een strekdam. Deze gaf de westelijke begrenzing aan van de nieuwe verdiepte vaargeul in de inmiddels gekanaliseerde Maas.

### Bouw

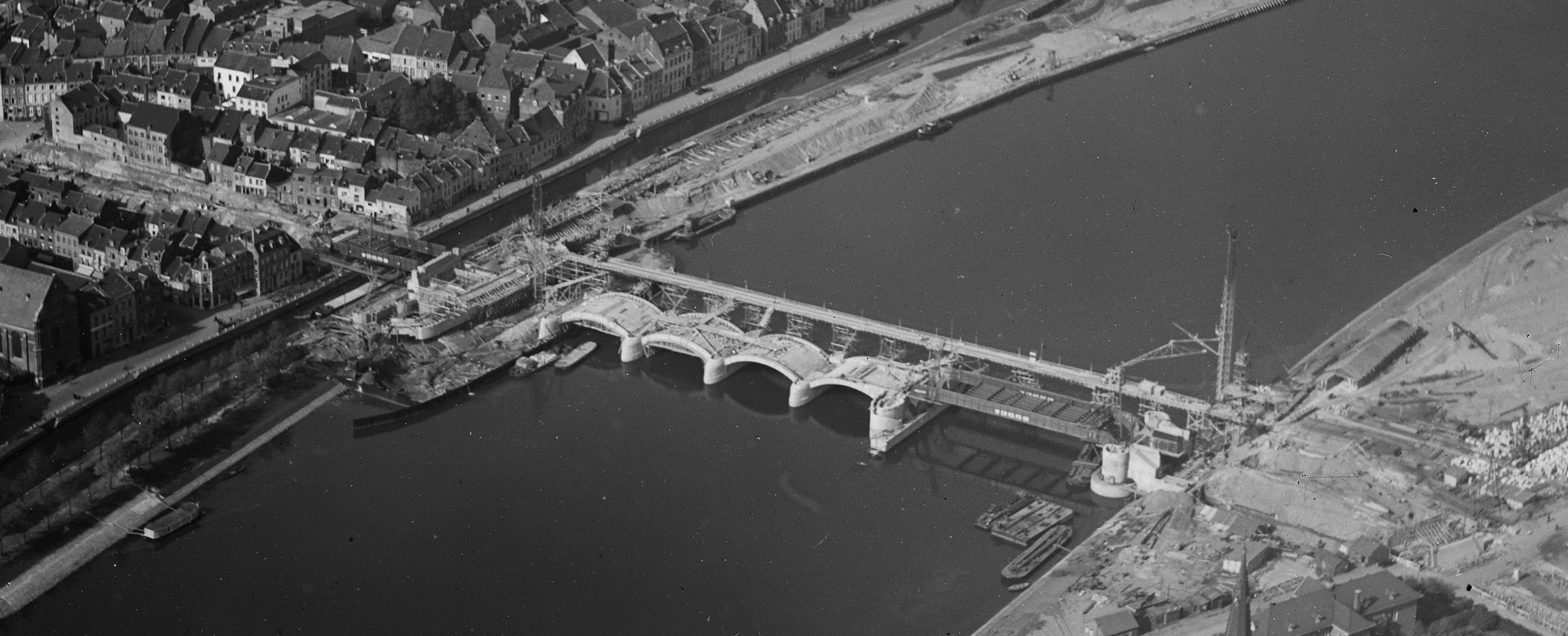
Luchtfoto van de brug in aanbouw. Links het 'gat in de Markt'

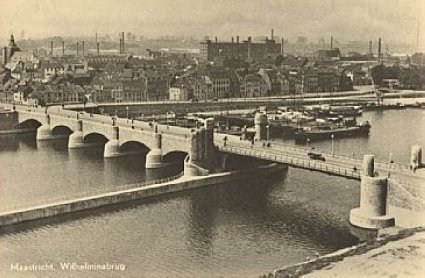
De voltooide brug in 1932

De nieuwe brug werd betrekkelijk snel gebouwd; van mei 1930 tot april 1932. Hoofdaannemer was de Hollandsche Beton Maatschappij. De ijzeren brugconstructies werden uitgevoerd door Werkspoor NV. De westelijke oprit werd gerealiseerd door NV Den Breejen van den Bout. Bij de bouw werden 450.000 kilo wapeningsijzer, 35.000 kubieke meter beton en 2800 kubieke meter natuursteen verwerkt.
De toerit aan Maastrichtse zijde begon op de Markt. Vervolgens was er een korte stalen overspanning over het Kanaal Luik-Maastricht. Daarna volgde de eigenlijke brug over de Maas; een betonnen, met natuursteen beklede, constructie van vijf segmentbogen en een stalen gedeelte over de vaargeul aan de kant van Wyck aansluitende op de toerit in het verlengde van de Wilhelminasingel. De brug werd versierd met natuurstenen bas-reliëfs van Hendrik van den Eijnde, die belangrijke gebeurtenissen uit de Maastrichtse geschiedenis uitbeeldden. Voor de verlichting werden fraaie lantaarnpalen ontworpen in, toen in de mode zijnde art-decostijl. Omdat er geen hefgedeelten voorzien waren moest de brug vrij hoog zijn om een minimale doorvaarthoogte voor zowel schepen op de rivier als op het kanaal te kunnen garanderen. Als gevolg daarvan waren de toeritten vrij lang; ongeveer 200 meter. De feestelijke opening op 18 april 1932 werd verricht door Minister-president Charles Ruijs de Beerenbrouck.
Later zou men de gekozen locatie voor de brug betreuren, vooral toen het autobezit in de jaren zestig razendsnel steeg. Al het verkeer moest door de binnenstad geleid worden om de andere oever te bereiken. Ironisch genoeg had een rapport uit 1928 van architect W.J. Sandhövel deze problemen reeds voorspeld; ze werden evenwel door Burgemeester en Wethouders genegeerd. Pas door de bouw van de John F. Kennedybrug in 1968 werd de situatie enigszins verbeterd.

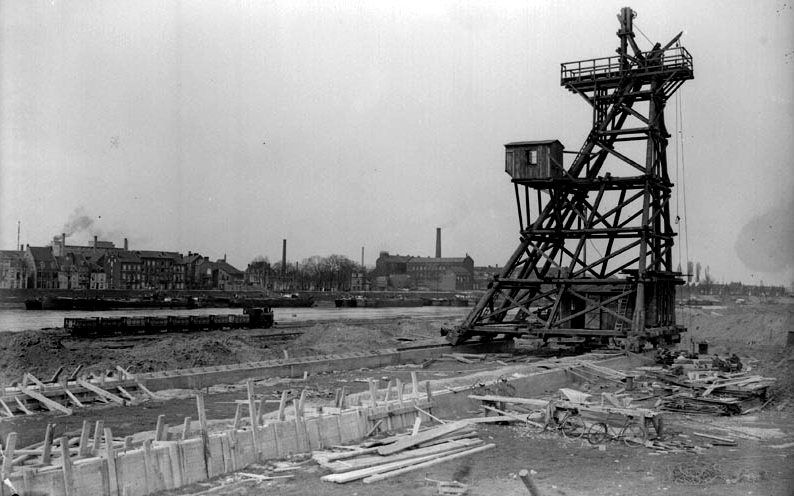
1930: heien in Wyck
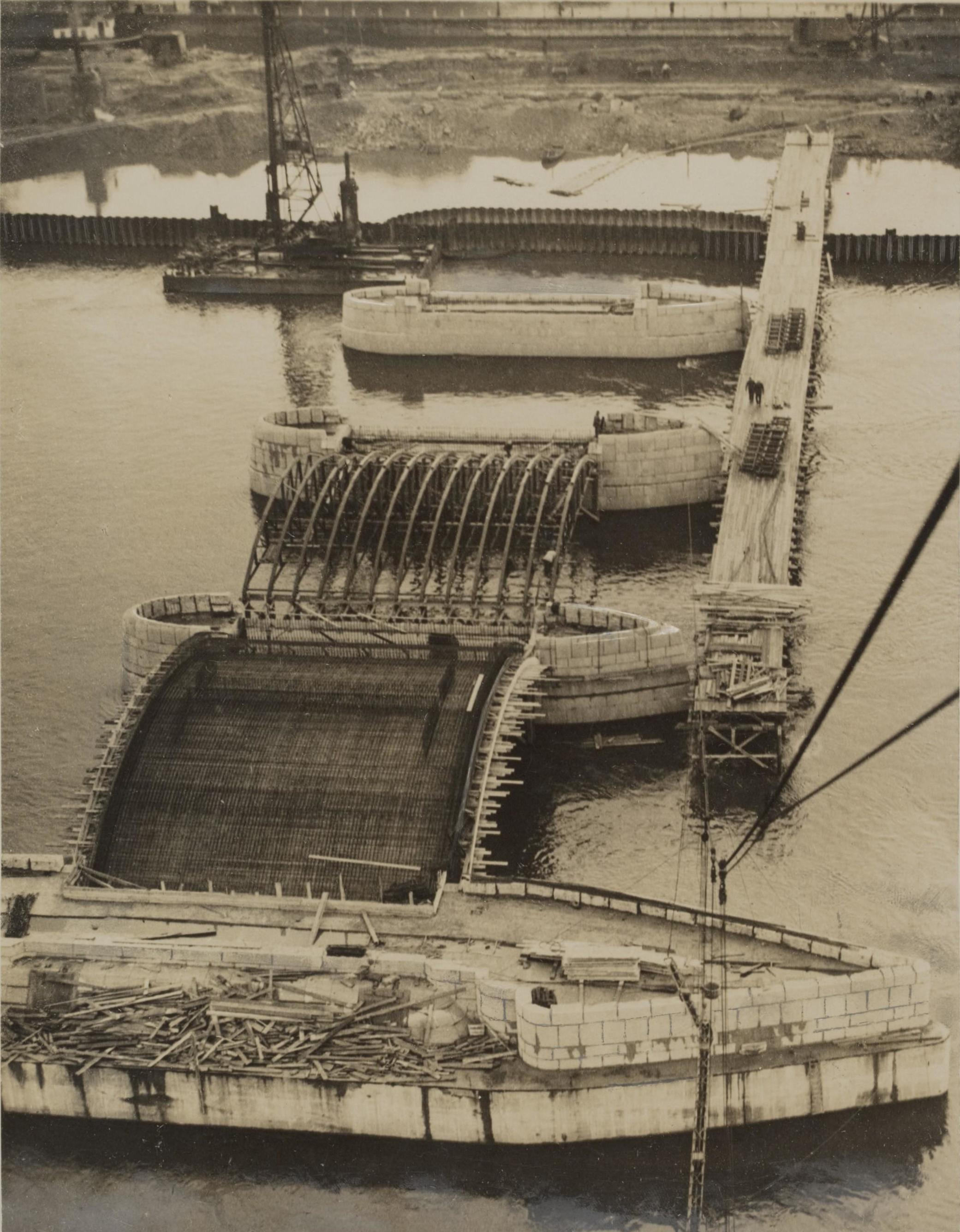
1931: bouw brugbogen
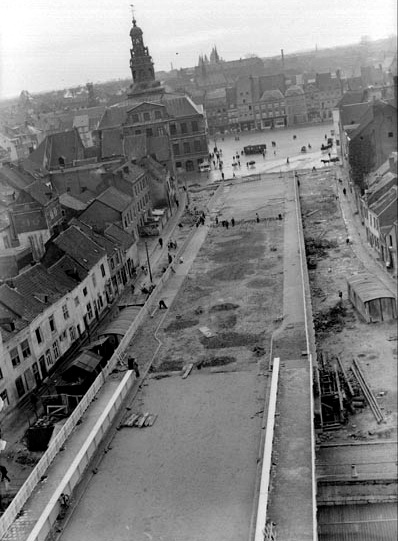
1931: zicht naar het westen
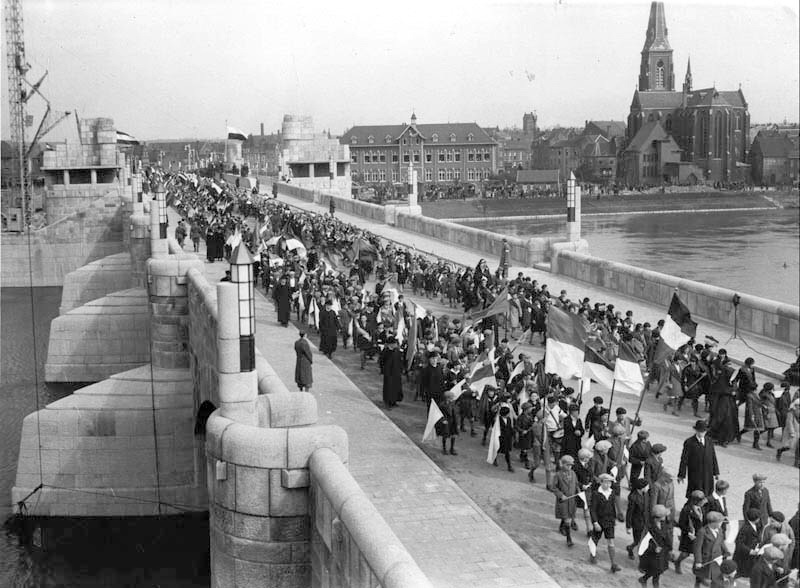
1932: opening brug

### Tweede Wereldoorlog
Lang kon Maastricht niet genieten van de nieuwe brug. Op 10 mei 1940, bij de Slag om Maastricht, werd de stalen overspanning op last van de Nederlandse legerleiding opgeblazen. De Duitse opmars werd hierdoor nauwelijks vertraagd; reeds op 13 mei was er al een noodbrug gebouwd over de geslagen bres. Op 14 september werd een meer definitieve noodbrug in gebruik genomen. In 1942 wijzigde de Duitse bezetter de naam van de brug in Antoniusbrug, genoemd naar het voormalige Sint-Antoniuseiland en het eveneens verdwenen Antonietenklooster. Na de oorlog werd de oorspronkelijke naam in ere hersteld.
Het in 1944 terugtrekkende Duitse leger ging veel rigoureuzer te werk. Op 13 september, de dag van de bevrijding van Wyck en slechts één dag voor de bevrijding van Maastricht zelf, blies een Sprengkommando van de Duitsers de beide Maasbruggen op. In tegenstelling tot de Sint Servaasbrug, die slechts beperkt beschadigd werd, bleef de twaalf jaar oude Wilhelminabrug volledig verwoest achter; alleen de pijlers staken nog boven water uit. Twee maanden later werd op 15 december een door de geallieerden gebouwde noodbrug van beton en staal in gebruik genomen.

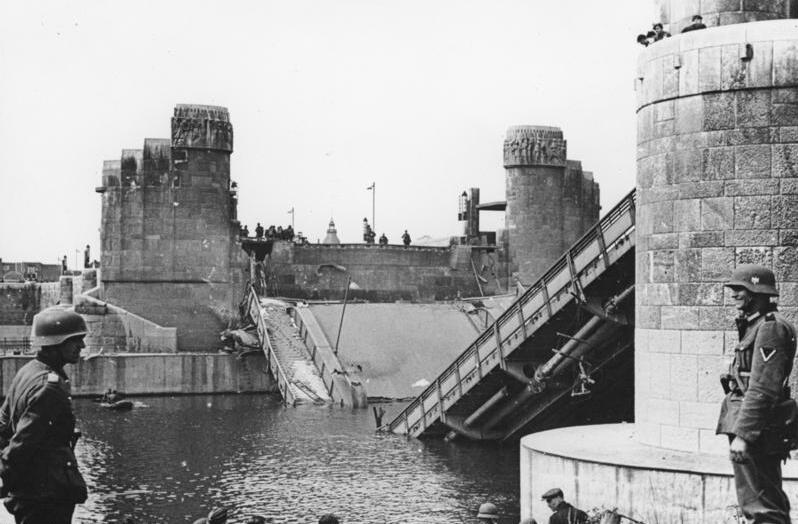
Mei 1940: verwoesting
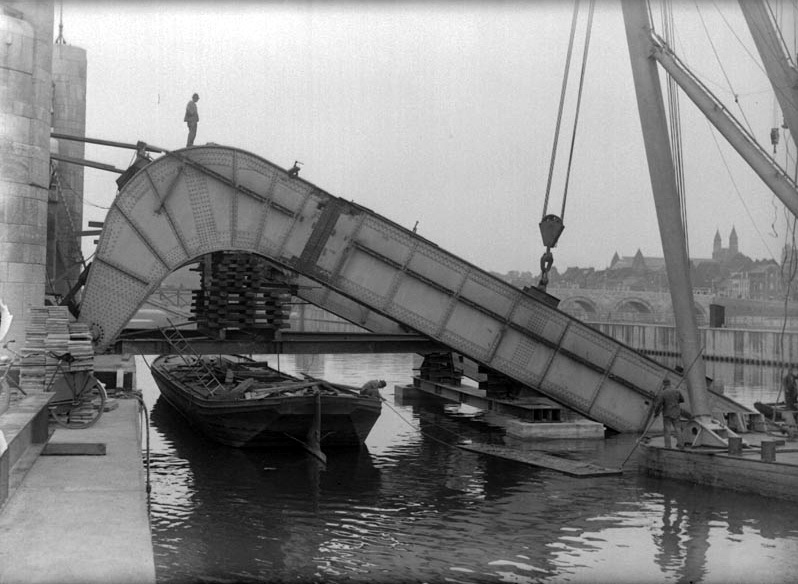
Augustus 1940: herstel
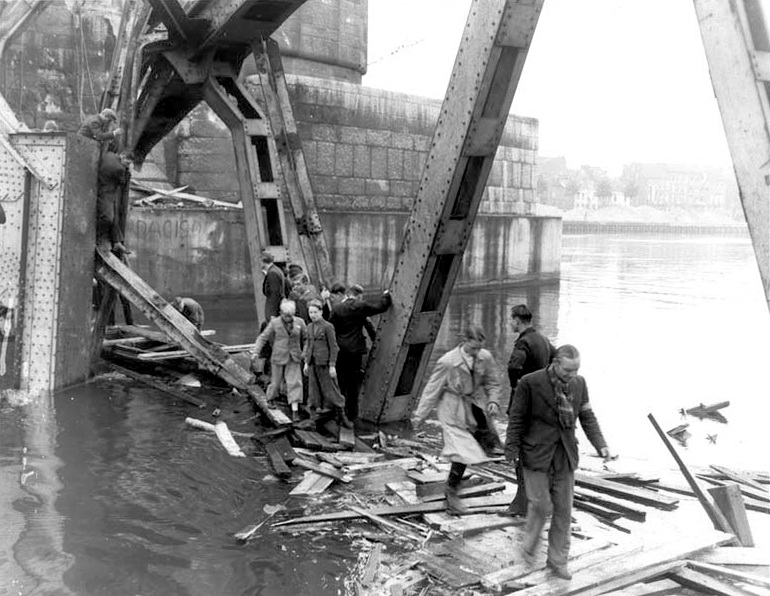
September 1944: verwoesting
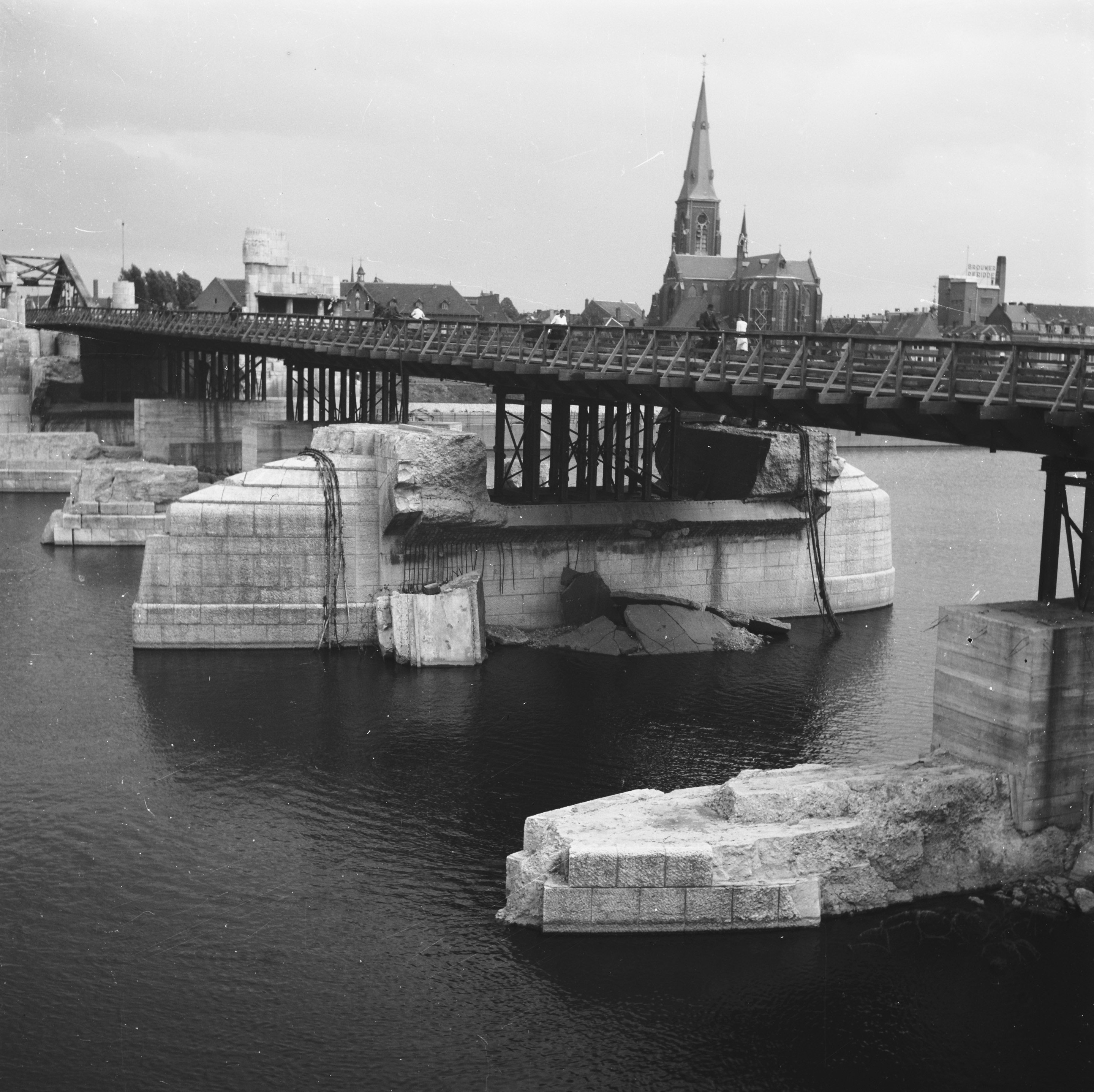
1945: noodbrug

### Herbouw en latere aanpassingen
In tegenstelling tot de Sint Servaasbrug liet de reconstructie van de Wilhelminabrug lang op zich wachten. Pas in de jaren 1957-1960 werd de brug herbouwd, echter niet in de oorspronkelijke vorm. Het stalen gedeelte over het inmiddels gedempte kanaal en de vijf stenen bogen werden vervangen door in totaal drie stalen overspanningen. Hierdoor kwam een drietal pijlers te vervallen, evenals de natuurstenen bas-reliëfs op de hoofdpijler. De vernieuwde brug werd gebouwd naar plannen van Rijkswaterstaat door de Koninklijke Nederlandsche Machinefabrieken v/h E.H. Begemann te Helmond. In de fabriek werd er 14 maanden aan gewerkt; er werden 40.000 klinknagels gebruikt, er werd 65 km gelast waarvan 20 km automatisch. De nieuwe ijzeren overspanning weegt 1600 ton.

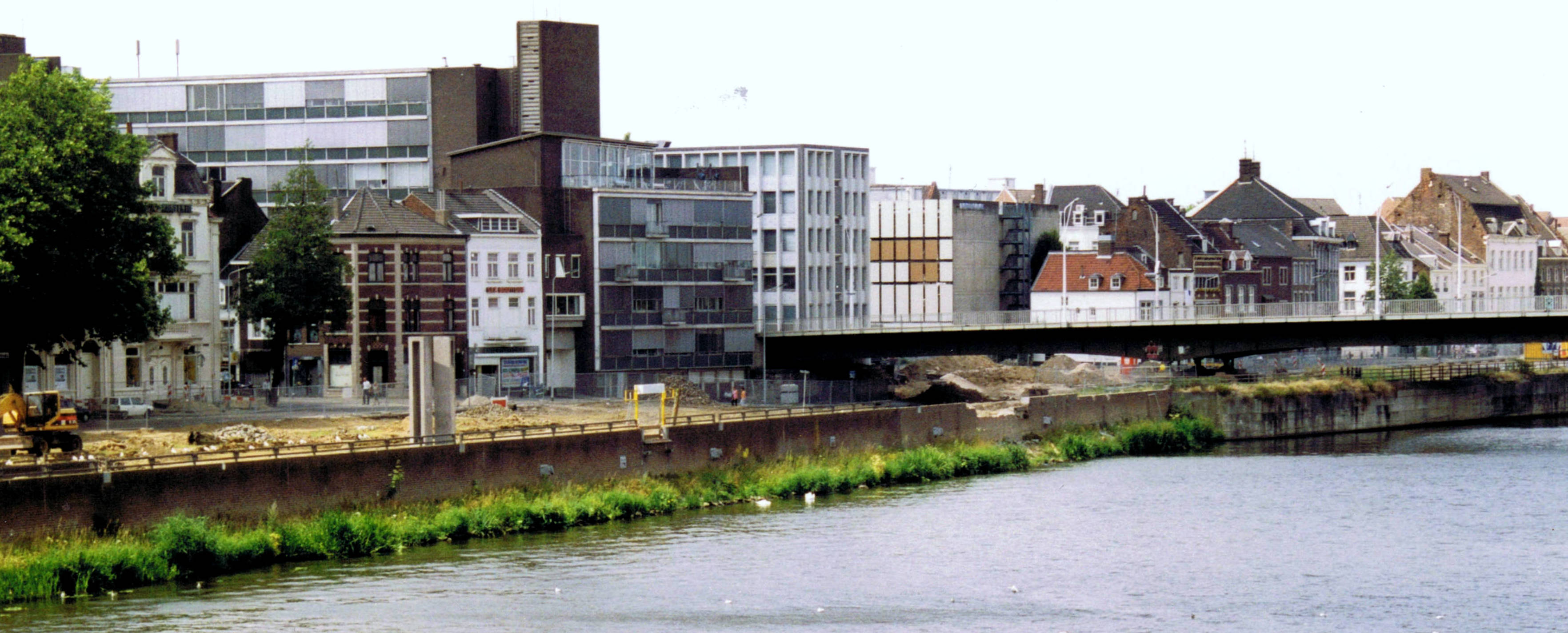
Start Maas-Marktproject, 2001

Begin jaren zestig werd het Kanaal Luik-Maastricht gedempt, waarna hier de Maasboulevard werd aangelegd. Het westelijk brugdeel van de Wilhelminabrug werd toen feitelijk een viaduct. Omstreeks dezelfde tijd begon de (wegens de oorlog uitgestelde) bouw van de stadskantoren aan weerszijden van de toerit vanaf de Markt, waardoor nog meer historische panden tussen de Hoenderstraat en Gubbelstraat verdwenen. De functionalistische vormgeving van de gebouwen kwam volgens critici de Maastrichtse skyline niet ten goede.
Aan deze onbevredigende situatie kwam een eind door de realisering van het Maas-Markt Project omstreeks 2002. Door deze ingreep kwam de toerit vanaf de Markt te vervallen en werd deze verlegd naar de Maasboulevard, die toen deels ondertunneld werd. Het meest westelijke stalen brugdeel werd vervangen door een gevorkte overspanning. Een trappenpartij tussen de twee 'tanden' van de vork leidt vanaf het Mosae Forum naar de lager gelegen Maaspromenade. Door de sloop van de door velen verfoeide stadskantoren en de daarop volgende bouw van het Mosae Forum, kreeg de Markt haar gesloten karakter van voor 1930 weer enigszins terug.

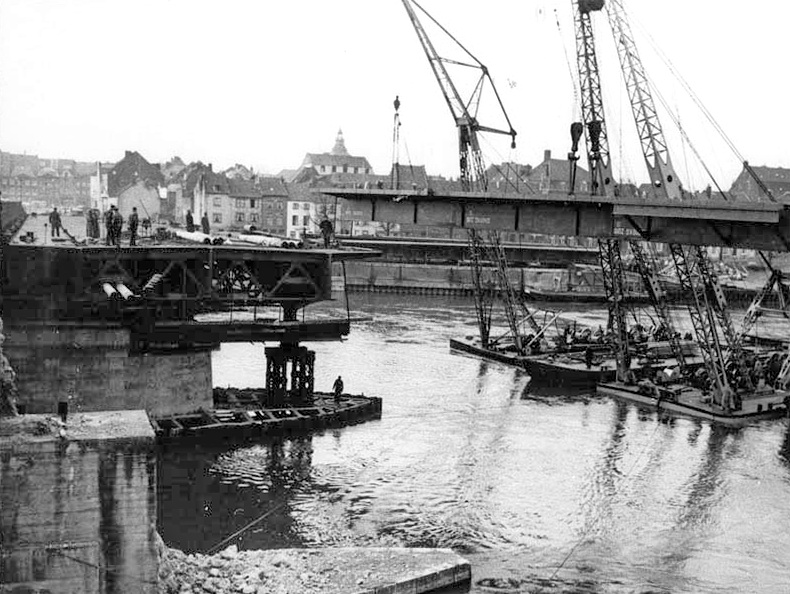
1958: herbouw
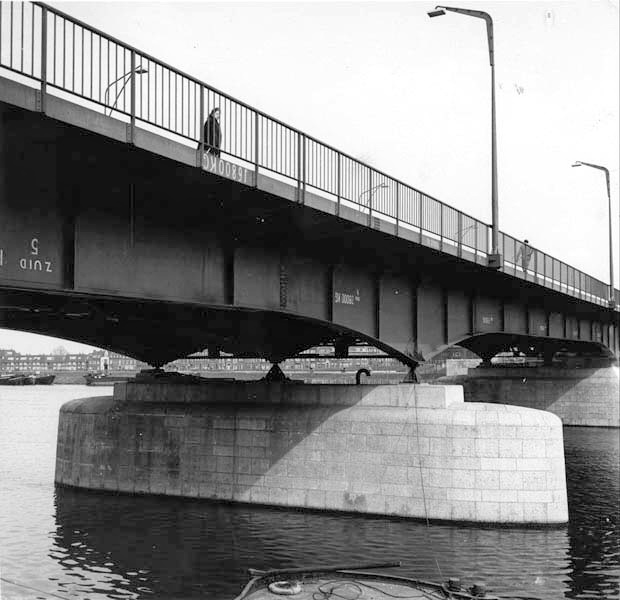
1960: vernieuwde brug
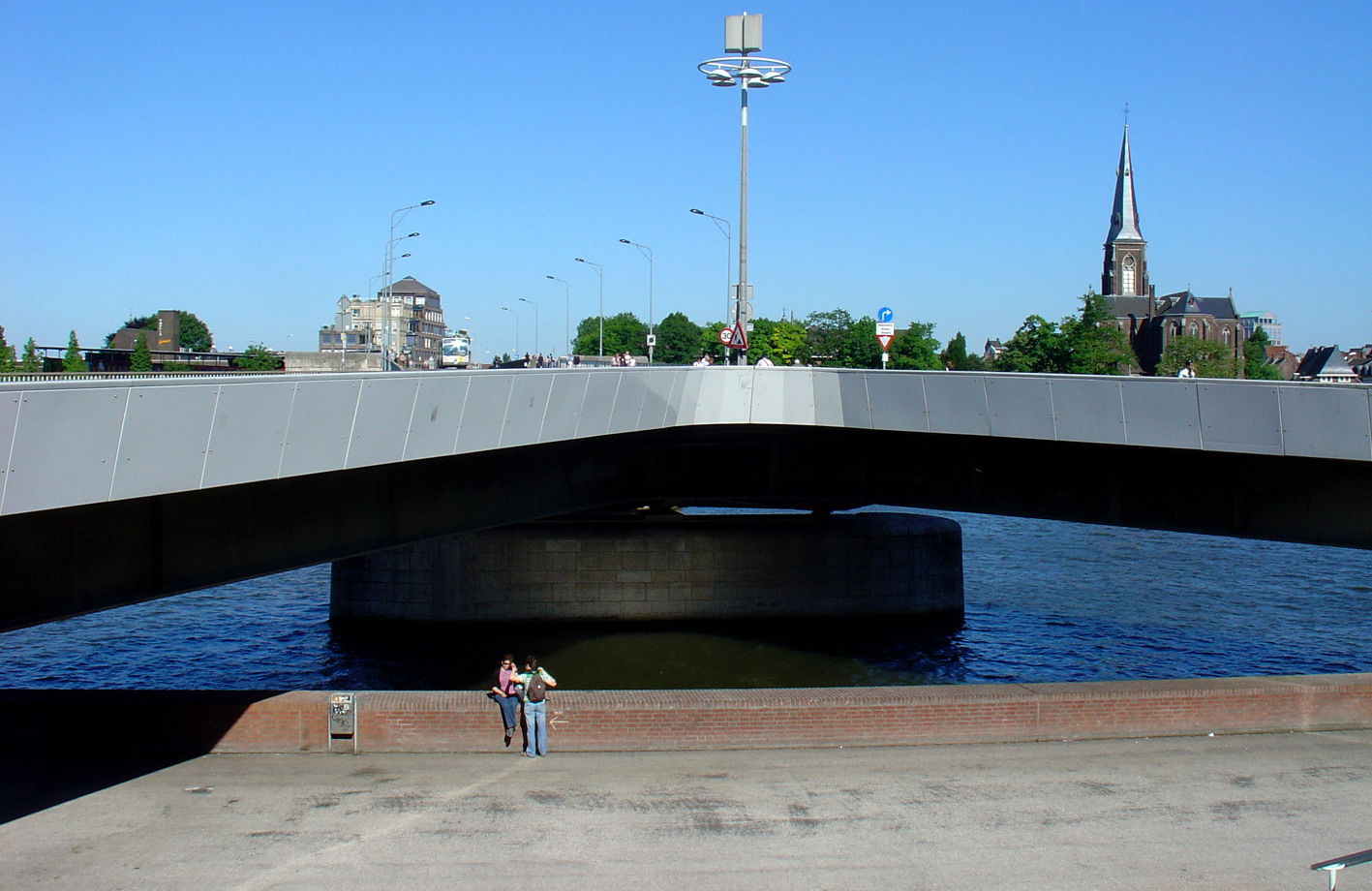
2009: gevorkte aanlanding
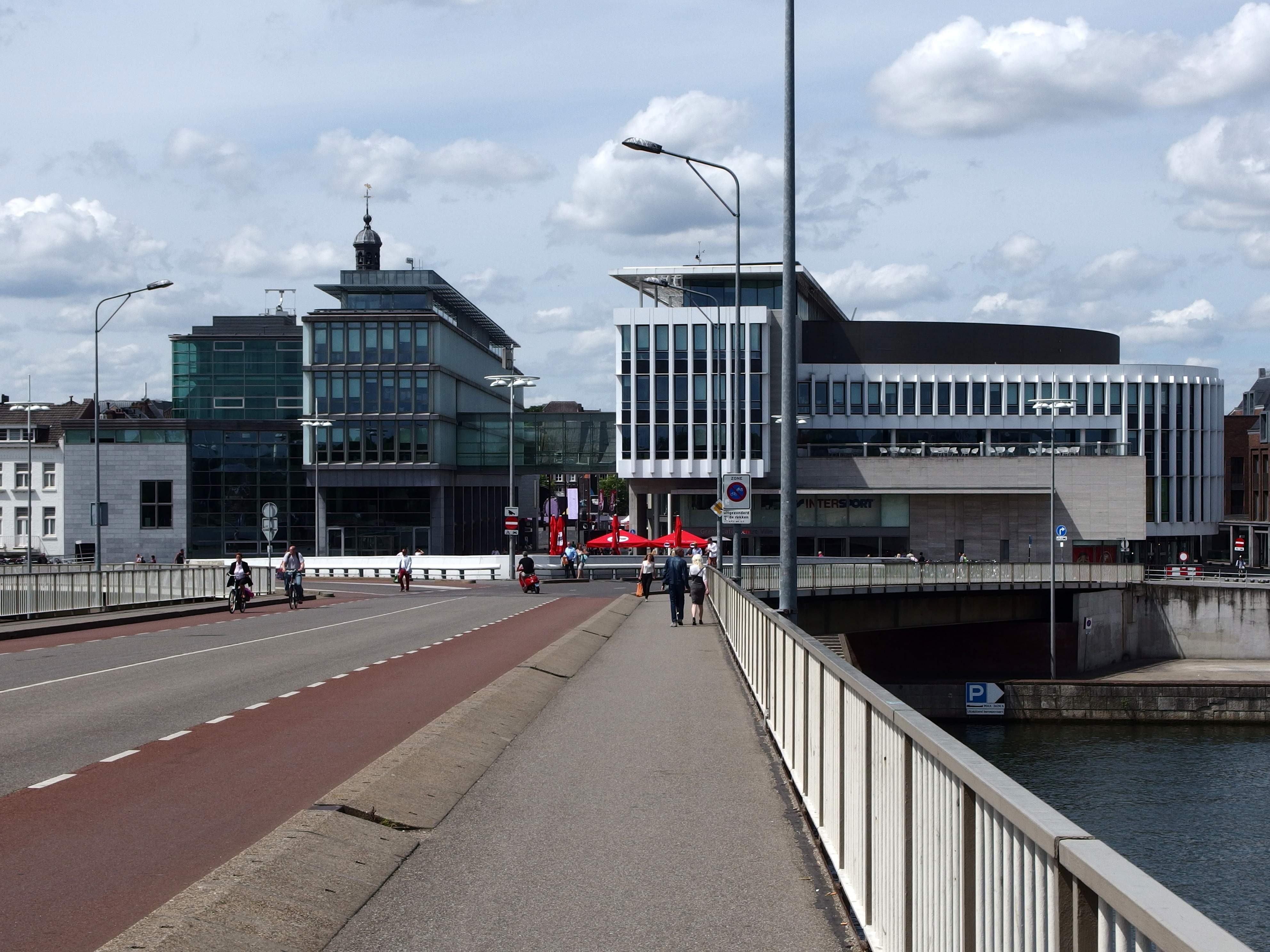
Idem met Mosae Forum

## Sculptuurfragmenten
Van de oorspronkelijke brug zijn de reliëfs bewaard gebleven die oorspronkelijk bevestigd waren op twee hoge pylonen die de hoofdpijler aan twee zijden markeerden. Tegenwoordig bevinden deze zich op de Kleine Griend, een uitloper van het Griendpark aan de zuidoostzijde van de brug. De Haarlemse beeldhouwer Hendrik van den Eijnde (1869-1939) beeldde zes taferelen uit de geschiedenis van Maastricht uit. Op de eerste pyloon: de Romeinen trekken over de eerste brug, de intocht van Sint-Servaas en de plundering door de Vikingen (881). Op de tweede pyloon: Hendrik I van Brabant geeft toestemming om de stadswallen te versterken (1229), de ondertekening van de Alde Caerte (1284) en de intocht van koning Willem I (1815).

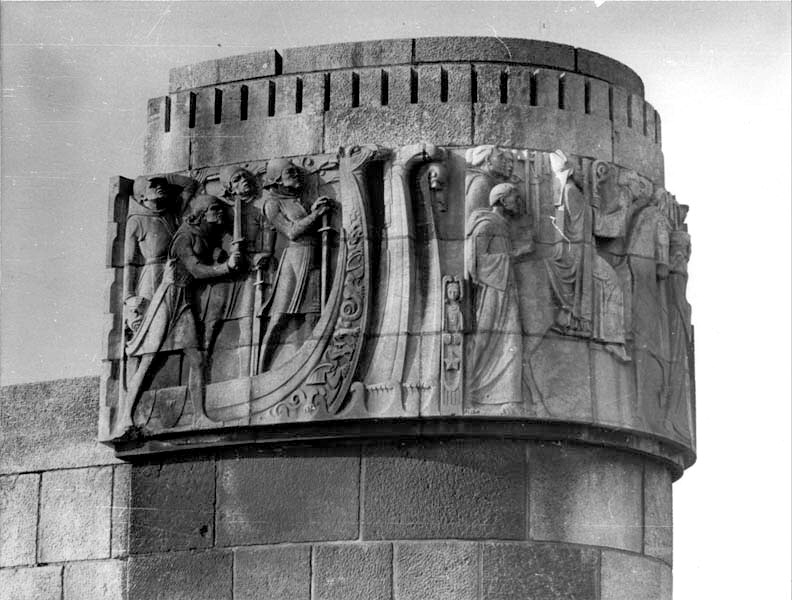
Oorspronkelijke positie
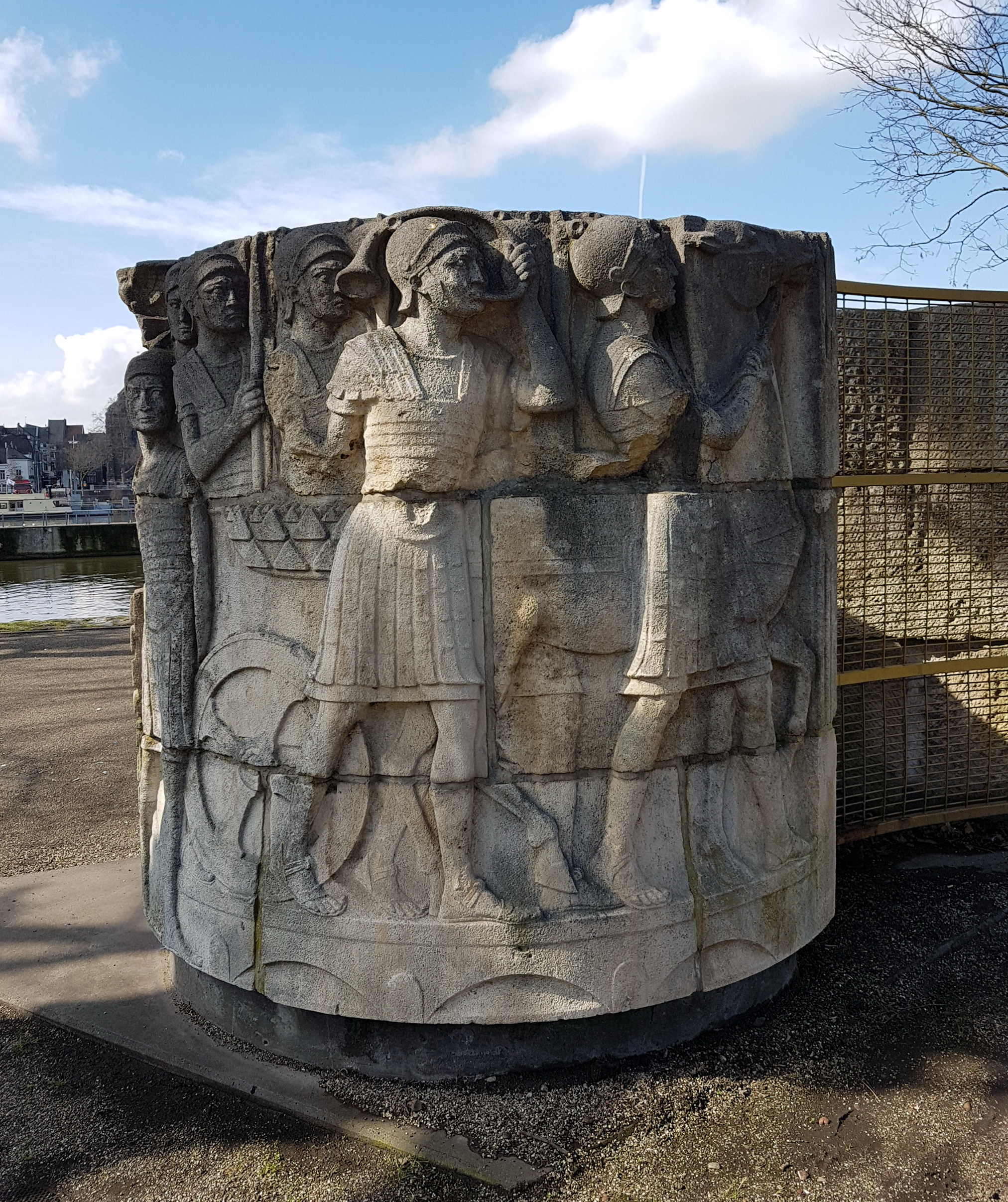
Komst van de Romeinen
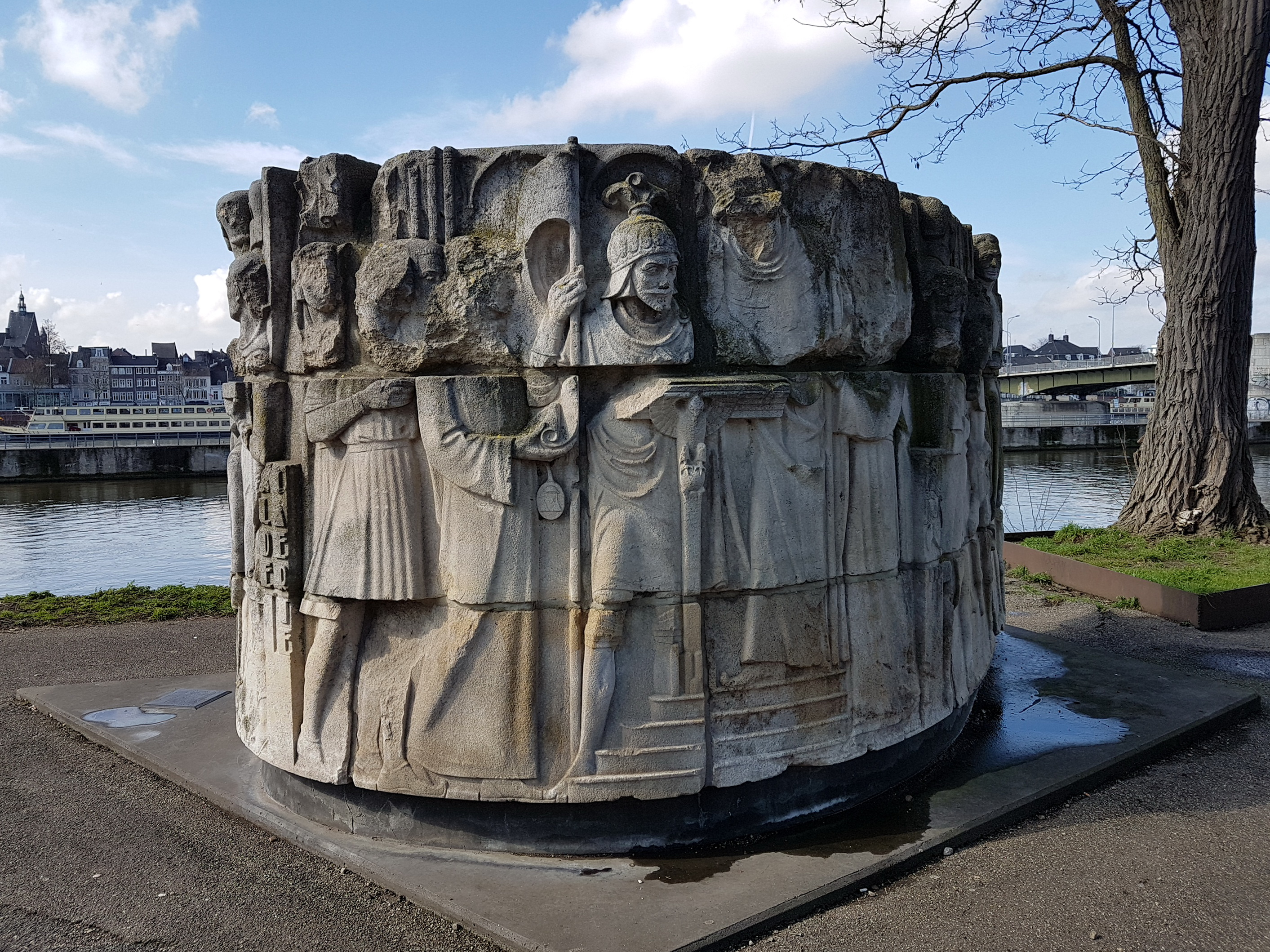
De Alde Caerte
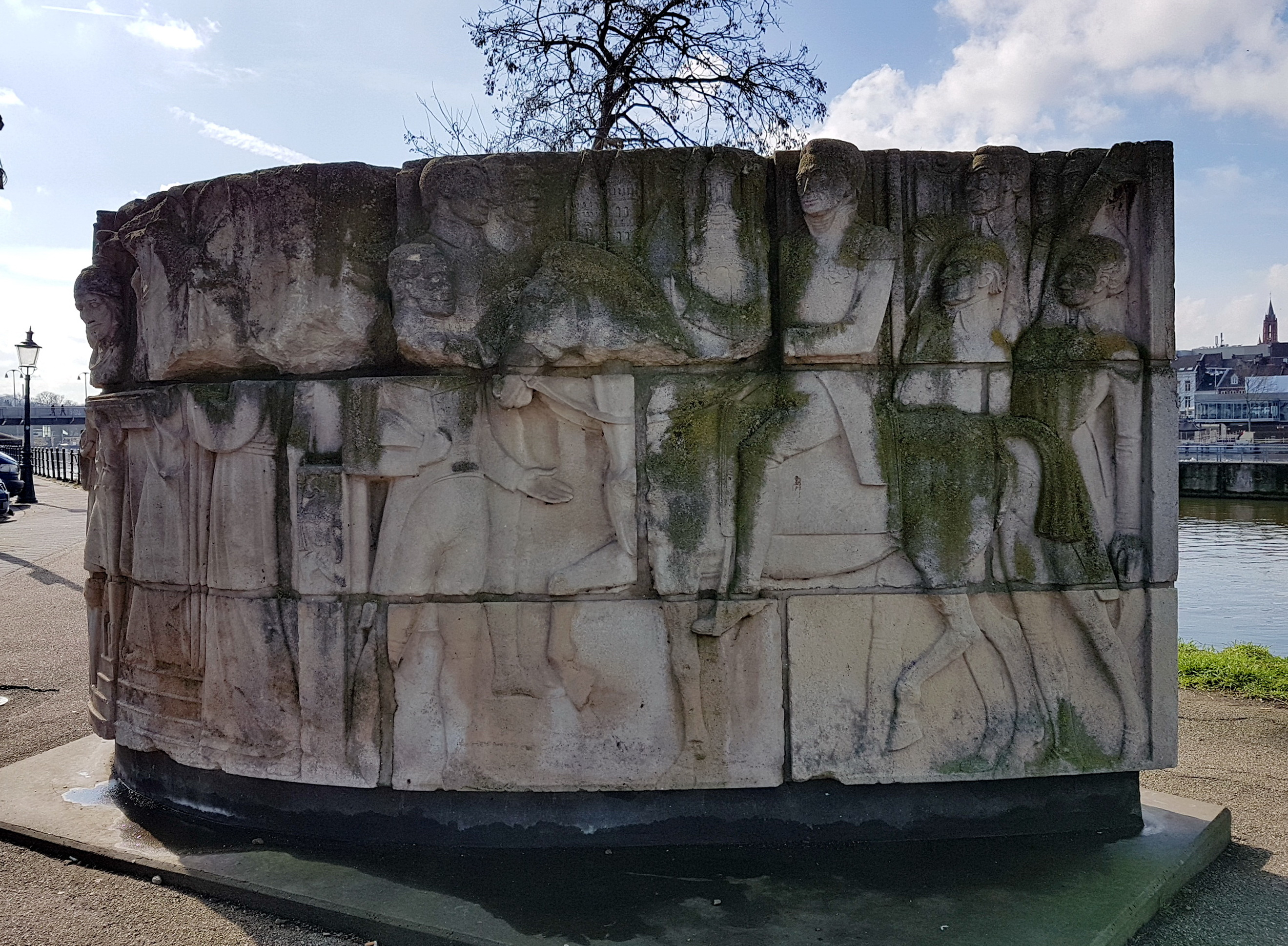
Intocht van koning Willem I